# Tarsier Studios
Tarsier Studios（ターシア スタジオ）は、スウェーデンのマルメに拠点を置くゲーム開発スタジオ。2004年にTeam Tarsier（チーム ターシア）として設立され、2009年にSCEのプロパティを含んだ最初のプロジェクトをリリースし、名称をTarsier Studiosに変更された。2010年には、新しい未発表のプロジェクトでソニー・インタラクティブエンタテインメントとの販売契約に署名し、ソニーの当事者からのサポートを得た。Tarsier Studiosは、約70人の社員で構成されている。2014年5月19日には、PlayStation 4向けの『Hunger』という新作ゲームを制作していると発表したが、後に『LITTLE NIGHTMARES-リトルナイトメア-』として再発表され、Microsoft Windows、Nintendo Switch、Xbox One向けにバンダイナムコエンターテインメントから販売された。
2019年12月20に、Embracer Groupが会社の買収を発表した。

## ゲーム
| 年     | タイトル                                | プラットフォーム                                                                            |
| ------ | --------------------------------------- | ------------------------------------------------------------------------------------------- |
| 2008年 | リトルビッグプラネット（DLC）           | PlayStation 3                                                                               |
| 2009年 | Rag Doll Kung Fu: Fists of Plastic      | PlayStation 3                                                                               |
| 2011年 | リトルビッグプラネット2（DLC）          | PlayStation 3                                                                               |
| 2012年 | リトルビッグプラネット PlayStation Vita | PlayStation Vita                                                                            |
| 2013年 | DC Comics Premium Level Pack            | PlayStation 3                                                                               |
| 2014年 | リトルビッグプラネット3                 | PlayStation 3、PlayStation 4                                                                |
| 2015年 | Tearaway Unfolded                       | PlayStation 4                                                                               |
| 2017年 | LITTLE NIGHTMARES-リトルナイトメア-     | Microsoft Windows、Nintendo Switch、PlayStation 4、Xbox One                                 |
| 2017年 | Statik                                  | PlayStation VR                                                                              |
| 2019年 | ストレッチャーズ                        | Nintendo Switch                                                                             |
| 2021年 | リトルナイトメア2                       | Microsoft Windows、Nintendo Switch、PlayStation 4、PlayStation 5、Xbox One、Xbox Series X/S |

## City of Metronome
『City of Metronome』は、Tarsier Studiosより開発された未発売のアドベンチャーゲーム。
E3 2005で発表され、第7世代のコンピュータゲームの家庭用ゲーム機向けのゲームと予想されていたが、2007年までにTarsier Studiosが発売元を見つけることができなかったため、このプロジェクトの状況は不明となる。